# Robert Michels
Pour les articles homonymes, voir Michels.
Robert Michels, également appelé Roberto Michels, né le 9 janvier 1876 à Cologne et mort le 3 mai 1936 à Rome, est un sociologue germano-italien.
Membre de l'école italienne de sociologie des élites avec Vilfredo Pareto et Gaetano Mosca, il est principalement connu pour avoir formulé la loi d'airain de l'oligarchie.

## Biographie
Il a étudié en Angleterre, à la Sorbonne à Paris, et dans les universités de Munich, Leipzig (1897), Halle (1898) et Turin.
Parfois présenté comme un élève de Max Weber, dont il fut effectivement ami de 1906 à 1915, il est également rangé parmi les membres de l'école italienne de sociologie des élites aux côtés de Gaetano Mosca et Vilfredo Pareto. Il est principalement connu pour son livre sur les partis politiques qui aboutit à la formulation de la loi d'airain de l'oligarchie.
Politiquement, il fut membre de la social-démocratie allemande, puis du parti socialiste italien, tout en étant proche de certains syndicalistes révolutionnaires, dont Georges Sorel et Hubert Lagardelle. Ses opinions politiques lui fermèrent les portes de l'Université allemande et il enseigna à Turin à partir de 1907, puis en tant que professeur d'économie politique et de statistique, à l'université de Bâle à partir de 1914. S'éloignant progressivement du socialisme et de son pays natal, il prit fait et cause pour l'Italie lors de la rupture de la Triple Alliance par cette dernière en 1915, ce qui l'éloigna de Max Weber. En 1928, il finit par adhérer au fascisme et obtint un poste de professeur à l'université de Pérouse.

### Loi d'airain de l'oligarchie
Cette section ne s'appuie pas, ou pas assez, sur des sources secondaires ou tertiaires indépendantes du sujet.

Pour l'améliorer, ajoutez-en, ou placez des modèles {{Source secondaire souhaitée}} ou {{Source secondaire nécessaire}} sur les passages mal sourcés. (mars 2022)
Dans son livre Sociologie du parti dans la démocratie moderne, Robert Michels formule la loi d'airain de l'oligarchie selon laquelle « aussi bien en autocratie qu'en démocratie, c'est toujours une minorité qui gouverne. » L'idée fondamentale est que toute organisation devient oligarchique.
Les leaders, bien que se disant révolutionnaires et guidés par les masses, s'émancipent de celles-ci et deviennent conservateurs. Le leader cherchera toujours à augmenter son pouvoir ou à le maintenir à n'importe quel prix, oubliant au passage ses anciens idéaux. C'est pourquoi les organisations politiques cessent vite d'être un moyen pour atteindre certains objectifs socio-économiques et deviennent une fin en soi (déplacement des objectifs).
La loi d'airain est basée sur trois aspects fondamentaux :
- En premier lieu, plus une organisation s'agrandit, plus elle se bureaucratise, car d'une part elle se spécialise, et d'autre part, elle doit prendre rapidement des décisions de plus en plus complexes. Les individus qui savent comment traiter les thèmes complexes que doit affronter l'organisation deviennent indispensables, formant l'élite.
- Deuxièmement, une dichotomie se développe entre efficience et démocratie interne; pour que l'organisation soit efficiente elle a besoin d'un leadership fort au détriment de la démocratie interne.
- Troisièmement, la propre psychologie des masses rend désirable le leadership car elles sont inertes et inaptes à résoudre les problèmes par elles-mêmes. Elles sont reconnaissantes au leader et tendent au culte de la personnalité. Leur seule fonction serait donc de choisir de temps à autre leur leader.

Le leadership annule la démocratie car celle-ci est comprise par Michels à la manière rousseauiste comme gouvernement du peuple. Le parlementarisme participe au processus d'oligarchisation (spécialisation des tâches, commissions fermées, etc.); cela rend le leader indispensable, et pérennise sa place (en rendant son travail routinier) : le leader peut mettre en avant ses compétences techniques acquises (pour conserver sa place). Le parlementarisme donne plus d'opportunités au leader pour s'automatiser. La caste des leaders (oligarchie) se clôt sur elle-même afin d'éviter l'apparition de nouveaux leaders issus de la masse (trust oligarchique).
La seule chose que peuvent faire les masses c'est de remplacer un leader par un autre. C'est pourquoi les leaders maintiennent un lien avec les masses. Les vieux leaders font appel à la discipline, ce qui réduit la liberté d'expression des masses.
« L'organisation est ce qui donne lieu à la domination des élus sur les électeurs, des mandataires sur les mandants, des délégués sur les délégants. Qui dit organisation, dit oligarchie. »
La démocratie serait un meilleur système que le système héréditaire pour la sélection d'oligarchies. En 1911, Michels parle encore de la démocratie comme d'un moindre mal. Il se tourne plus tard vers les thèses fascistes.

## Œuvres
en français
- Syndicalisme & socialisme ... (1908)
- Les Partis politiques, essai sur les tendances oligarchiques des démocraties, trad. Samuel Jankélévitch, Flammarion, Bibliothèque de philosophie scientifique (1914)[4]
- Amour et chasteté; essais sociologiques (1914)
- Critique du socialisme : contribution aux débats du début du XXe siècle; sélection d'articles  présentés par Pierre Cours-Salies et Jean-Marie Vincent,  (ISBN 2-908212-43-9), éditions Kimé, (1992)
- Syndicalisme & socialisme ... (1908)
- Boycottage international (1936)
- Sociologie du parti dans la démocratie moderne : enquête sur les tendances oligarchiques de la vie des groupes, trad. Jean-Christophe Angaut, Gallimard, 2015.

en italien
- Il proletariato e la borghesia nel movimento socialista italiano (1908; 1975)
- Imperialismo italiano, studi politico-demografici (1914)
- Organizzazione del commercio estero (1925)
- Socialismo e fascismo in ltalia (traduction 1925)
- Francia contemporeana (1926)
- Storia critica del movimento socialista italiano : dagli inizi fino al 1911 (La Voce, 1926)
- Psicologia degli uomini significativi. Studi caratteriologici (traduction 1927)
- Movimenti anricapitalistici di massa (traduction 1927)
- Corso di sociologia politica (1927). Traduction anglaise avec préface par Alfred de Grazia, sous le titre First lectures in political sociology (University of Minnesota Press, 1949; Arno Press, 1974,  (ISBN 0-405-05515-3)
- Introduzione alla storia delle dottrine economiche e politiche (1932)
- Boicottaggio, saggio su un aspetto delle crisi (1934)
- Elite e/o democrazia (G. Volpe, 1972)
- Antologia di scritti sociologici; édité par Giordano Sivini (1980)

en allemand
- Zur Soziologie des Parteiwesens in der modernen Demokratie. Untersuchungen über die oligarchischen Tendenzen des Gruppenlebens (1911, 1925; 1970). Traduit en italien sous le titre Sociologia del partito politico nella democrazia moderna : studi sulle tendenze oligarchiche degli aggregati politici, par le Dr Alfredo Polledro, revu et augmenté (1912). Traduit de l'anglais à partir de l'italien par Eden et Cedar Paul sous le titre Political Parties: A Sociological Study of the Oligarchical Tendencies of Modern Democracy (Hearst's International Library Co., 1915; Free Press, 1949; Dover Publications, 1959); réédité avec une introduction de Seymour Martin Lipset (Crowell-Collier, 1962; Transaction Publishers, 1999,  (ISBN 0-7658-0469-7); traduit en français par S. Jankélévitch, Les Partis politiques. Essai sur les tendances oligarchiques des démocraties, Bruxelles, Éditions de l'Université de Bruxelles, 2009  (ISBN 978-2-8004-1443-0).
- Grenzen der Geschlechtsmoral. Traduction italienne, Morale sessuale; versione dal tedesco del dott, revue et augmentée par Alfredo Polledro (Fratelli Bocca, 19-?). Traduit en anglais sous le titre Sexual Ethics: A Study of Borderland Questions (Walter Scott, George Allen & Unwin, Charles Scribner's Sons, 1914); réédition, avec une nouvelle introduction par Terry R. Kandal (Transaction Publishers, 2001-2,  (ISBN 0-7658-0743-2)
- Probleme der Sozialphilosophie (1914)
- Zur Soziologie des Parteiwesens in der modernen Demokratie. Untersuchungen über die oligarchischen Tendenzen des Gruppenlebens (1911, 1925; 1970). Translated, as Sociologia del partito politico nella democrazia moderna : studi sulle tendenze oligarchiche degli aggregati politici, traduit de l'original allemand par le Dr Alfredo Polledro, révisé et augmenté (1912). Traduit de l'italien en anglais par Eden et Cedar Paul, sous le titre Political Parties: A Sociological Study of the Oligarchical Tendencies of Modern Democracy (Hearst's International Library Co., 1915; Free Press, 1949; Dover Publications, 1959); réédité avec une introduction de Seymour Martin Lipset (Crowell-Collier, 1962; Transaction Publishers, 1999,  (ISBN 0-7658-0469-7)
- Sozialismus und Fascismus in Italien (1925)
- Sittlichkeit in Ziffern? Kritik der Moralstatistik (1928)
- Patriotismus, Prolegomena zu seiner soziologischen Analyse (1929)
- Einfluss der faschistischen Arbeitsverfassung auf die Weltwirtschaft (1929)
- Italien von heute; politische und wirtschaftliche Kulturgeschichte von 1860 bis 1930 (1930)
- Verelendungstheorie; Studien und Untersuchungen zur internationalen Dogmengeschichte der Volkswirtschaft, avec une préface de Heinz Maus (1970)
- Works on paper, 1918-1930 (Barbara Mathes Gallery, 1984)